# Osiedle Mleczna
Osiedle Mleczna – część dzielnicy administracyjnej Podgrodzie w Olsztynie. Liczy ok. 5000 mieszkańców. Dużą część z nich stanowią studenci, co wynika z bliskiego położenia osiedla względem uniwersytetu. Zabudowana głównie blokami z lat 80., a także nowymi zabudowaniami – lata 90. i z początku XXI wieku. Położone na zachodnim brzegu rzeki Łyny, od zachodu graniczy z Kortowem (oddzielone osuszonym jeziorem Płociduga), od północy granicę stanowi al. Obrońców Tobruku, od południa jest ograniczone ulicą Tuwima. Osiedle jest położone na wysokości 100–108 m n.p.m., częściowo w dolinie zalewowej rzeki Łyny. Na terenie tej jednostki znajduje się kościół parafialny pw. św. Wojciecha zbudowany w 1997, poczta, szkoła podstawowa nr 29 im. Jana Liszewskiego w Olsztynie, budynek dydaktyczny WSIiE w Olsztynie. Mimo małego obszaru osiedla znajduje się tu dużo sklepów (np. Biedronka i Lidl)